# Zmuck
Zmuck (im 19. Jahrhundert auch Zenk und Zmuk) ist eine Ortschaft in der Gemeinde Friesach im Bezirk Sankt Veit an der Glan in Kärnten (Österreich). Die Ortschaft hat 16 Einwohner (Stand 1. Jänner 2024). Sie liegt auf dem Gebiet der Katastralgemeinde St. Salvator.

## Lage

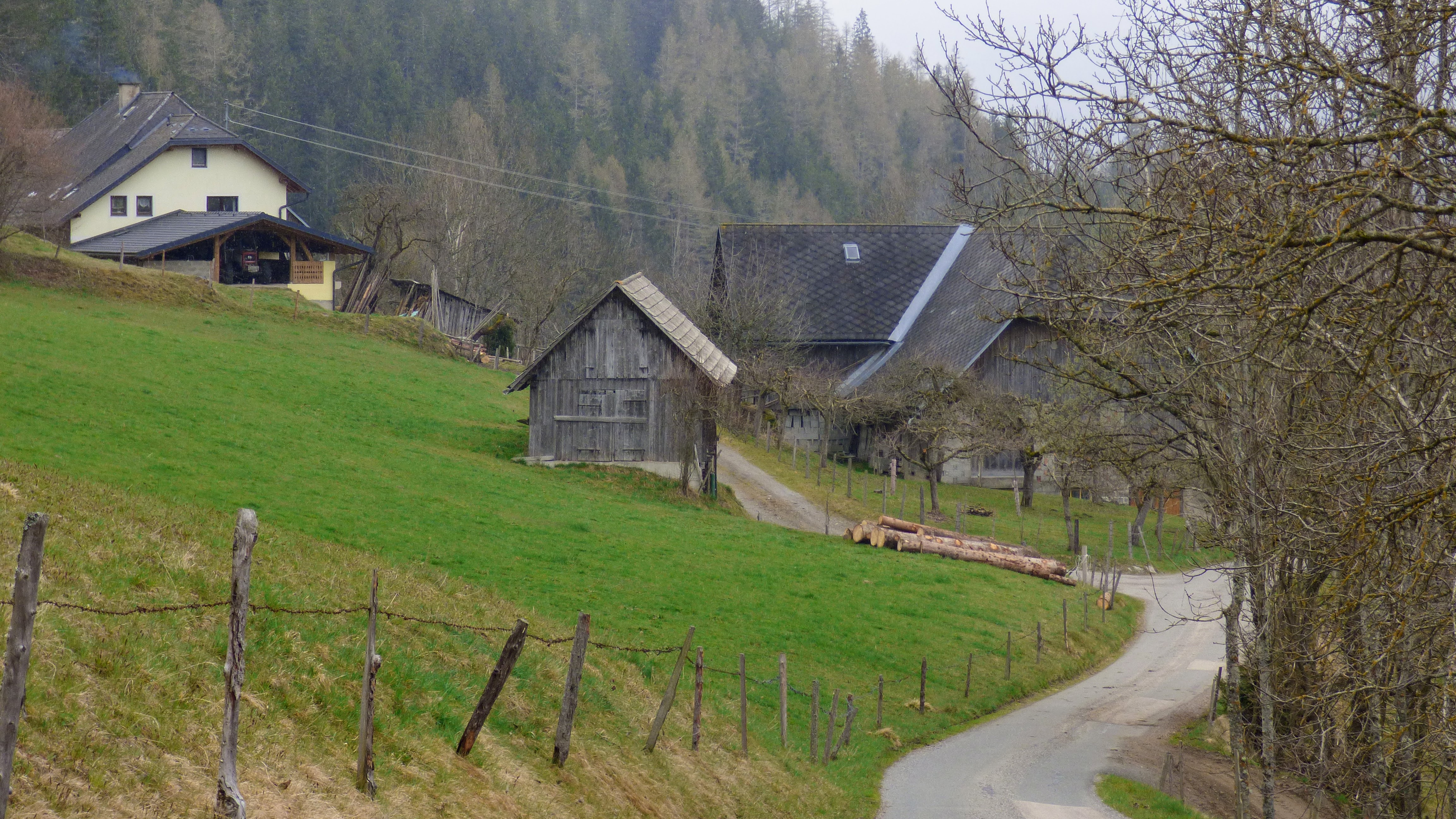
Zmuck, Weixler (Nr. 3)

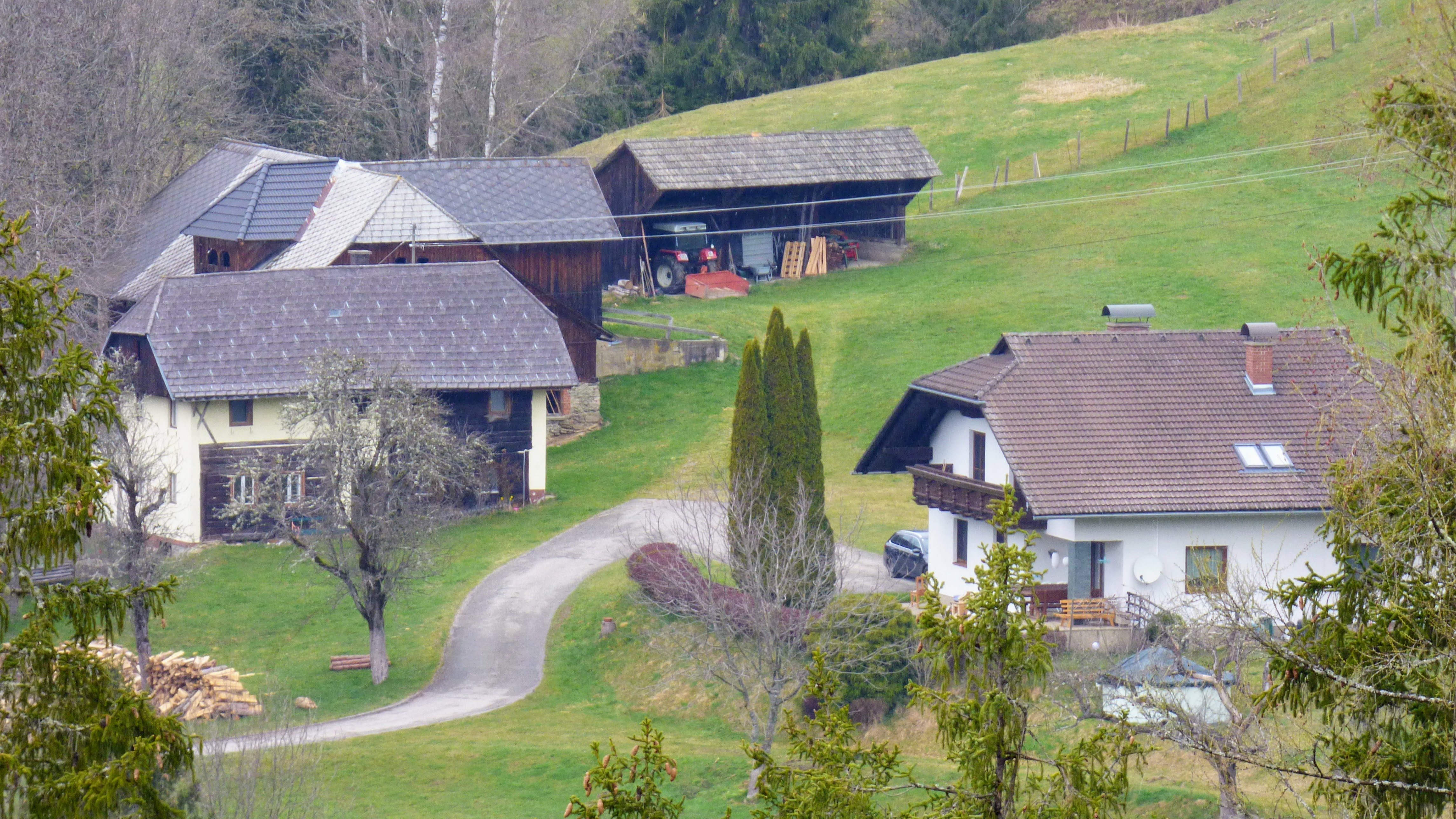
Zmuck, Grabner (Nr. 4) und Nr. 6

Die Ortschaft liegt in den Metnitzer Alpen, an den Hängen linksseitig oberhalb des Moserwinklbachs in der Nähe des Talausgang bzw. von Schloss Staudachhof, knapp 4 km nordwestlich von St. Salvator. Zum Ort gehören die drei auf etwa 980 m Seehöhe eng beisammenliegenden Höfe Unterer Zmucker (Haus Nr. 1), Eicher (Nr. 2) und Weixler (Nr. 3), der etwa 100 m tiefer gelegene Hof Grabner (Nr. 4) sowie, unweit von Hundsdorf, der Hof Pirker (Nr. 5).

## Geschichte
Der Ortsname leitet sich vom slowenischen smuk (Schlupf, Schlich) ab.
Auf dem Gebiet der Steuergemeinde St. Salvator liegend, gehörte Zmuck in der ersten Hälfte des 19. Jahrhunderts zum Steuerbezirk Dürnstein. Bei Gründung der Ortsgemeinden in Verbindung mit den Verwaltungsreformen Mitte des 19. Jahrhunderts kam Zmuck an die Gemeinde St. Salvator. Seit der Gemeindestrukturreform von 1973 gehört der Ort zur Gemeinde Friesach.

## Bevölkerungsentwicklung
Für die Ortschaft ermittelte man folgende Einwohnerzahlen:
- 1869: 5 Häuser, 51 Einwohner[1]
- 1880: 7 Häuser, 53 Einwohner[2]
- 1890: 7 Häuser, 51 Einwohner[5]
- 1900: 7 Häuser, 41 Einwohner[6]
- 1910: 8 Häuser, 44 Einwohner[7]
- 1923: 6 Häuser, 32 Einwohner[8]
- 1934: 32 Einwohner[9]
- 1961: 6 Häuser, 44 Einwohner[10]
- 2001: 6 Gebäude (davon 6 mit Hauptwohnsitz) mit 6 Wohnungen; 27 Einwohner und 0 Nebenwohnsitzfälle; 6 Haushalte; 0 Arbeitsstätten, 5 land- und forstwirtschaftliche Betriebe[11]
- 2011: 6 Gebäude, 23 Einwohner, 6 Haushalte, 0 Arbeitsstätten[12]
- 2021: 6 Gebäude, 17 Einwohner, 5 Haushalte, 2 Arbeitsstätten[13]

## Persönlichkeiten
- Ferdinand Eicher (1894–1971), Bauer in Zmuck, über 40 Jahre hindurch Vorbeter beim Vierbergelauf.[14] An ihn erinnert eine Gedenktafel in Sörg.